# Botó blau
Porpita porpita, o botó blau, és un organisme marí format per una colònia d'hidroides que es troba a les aigües més càlides, tropicals i subtropicals del Pacífic, Atlàntic i Índic, així com al Mediterrani i el mar oriental d'Aràbia. Va ser identificat per primera vegada per Carl Linnaeus l'any 1758, sota el basònim Medusa porpita. A més, és un dels dos gèneres del subordre Chondrophora, que és un grup de cnidaris que inclou també Velella. Els condròfors són similars als sifonòfors més coneguts, que inclouen la caravel·la portuguesa o Physalia physalis. Tot i que és superficialment semblant a una medusa, cada individu aparent és en realitat una colònia de pòlips d'hidrozous. La classe taxonòmica, Hydrozoa, s'inclou en el fílum Cnidaria, que inclou anemones, coralls i meduses, la qual cosa explica el seu aspecte similar.

## Descripció
El botó blau pot créixer fins a 30 mm de diàmetre, viu a la superfície del mar i consta de dues parts principals: El flotador i la colònia hidroide. El flotador marró daurat dur és rodó, gairebé pla i aproximadament una polzada d'ample. L'òrgan flotant és responsable del moviment vertical de l'organisme i també conté porus que són capaços de comunicar-se amb altres organismes de P. porpita així com amb el seu entorn. La colònia hidroide, els pòlips de la qual poden variar des del blau turquesa brillant fins al groc; s'assemblen als tentacles de les meduses. Cada fil té nombroses branques, cadascuna de les cèl·lules urticants anomenades nematocists a l'extrem distal. El botó blau té una sola boca situada sota el flotador, que serveix tant per a la captació de preses com per a l'expulsió de residus. La boca està envoltada per un anell de gonozooides i dactilozooides. Els tentacles només es troben als dactilozooides, que existeixen més allunyats de la boca, cap a la part exterior de la colònia hidroide.

## Hàbitat i alimentació
El botó blau és una part de la xarxa tròfica neustònica, que cobreix els organismes que habiten la regió a la superfície de l'oceà o a prop. Això es deu al fet que és una deriva passiva, el que significa que depèn dels corrents d'aigua i del vent per portar-lo a través de l'oceà. És depredada pel llimac de mar Glaucus atlanticus (oreneta de mar o drac blau), caragols marins violetes del gènere Janthina, i l'altre drac blau, Glaucus marginatus. A diferència de Velella, que prefereix una dieta passiva, Porpita caça crustacis actius com el cranc i els peixos. Competeix amb altres organismes que es deixen portar per les corrents pel menjar, i s'alimenta principalment de copèpodes i larves de crustacis.

## Comensalisme amb un peix
S'ha demostrat que els joves Carangoides malabaricus, es refugien sota les Porpita porpita. Quan es retira del seu hoste, el peix entrarà en pànic. Aquests peixos joves també semblen mostrar preferència per un sifonòfor particular. Quan dues parelles de Porpita porpita i Carangoides malabaricus es separen per espècies i després es tornen al mateix lloc, cada peix torna a la seva parella respectiva.

## Efectes de l'escalfament global
La picada del botó blau no és potent, però pot causar una lleugera irritació a la pell humana. Tanmateix, en els darrers anys, s'ha plantejat la hipòtesi que, a causa de l'escalfament global, les colònies de Porpita pacifica (un altre nom de l'espècie) han començat a aparèixer en major nombre al llarg de les costes del Japó i s'ha registrat el primer cas de dermatitis de contacte d'aquesta espècie. També s'ha observat un augment sobtat de l'abundància de Porpita porpita en un estudi separat de les seves poblacions als mars Jònic i Adriàtic, possiblement també a causa de l'augment de les temperatures als oceans.
És una de les meduses que es poden trobar al litoral català, tot i que molt rarament.